# ルーマニア海軍艦艇一覧
ルーマニア海軍艦艇一覧（ルーマニアかいぐんかんていいちらん）は、ルーマニア海軍が過去保有した、または現在保有する、または将来保有する予定の、未完成・計画中止を含めた歴代艦艇一覧である。
凡例

## 現有勢力（2011年現在）
- 国防予算：33億9,000万ドル（+2億5,000万ドル）
- 海軍人員：8,215名
- 艦船隻数：48隻
  - フリゲート×3
  - コルベット×7
  - 哨戒艇×21
  - 機雷敷設艦×1
  - 掃海艇×4
  - 測量/調査艦×2
  - 練習艦×1
  - 補給支援艦×2
  - 給油艦×3
  - 消磁艦×1（-1）
  - 航洋曳船×2
  - 救難艦×1（+1）
- 航空機数：13機（+3機）
  - 艦載ヘリコプター×8（+3）
  - 陸上ヘリコプター×5

## 艦艇一覧（近代海軍以前）

### その他
- オパネズ（Opanez） - 1882年、1門
- ラホヴァ（Rahova） - 1882年、1門
- スムルダン（Smârdan） - 1882年、1門
- ミルチャ（Mircea） - 1882年、1門

## 艦艇一覧（近代海軍）

### 主力艦

#### 戦艦
- ポチョムキン (1905年7月8日から7月9日)

モニター艦
- ミハイル・コガルニセアヌ

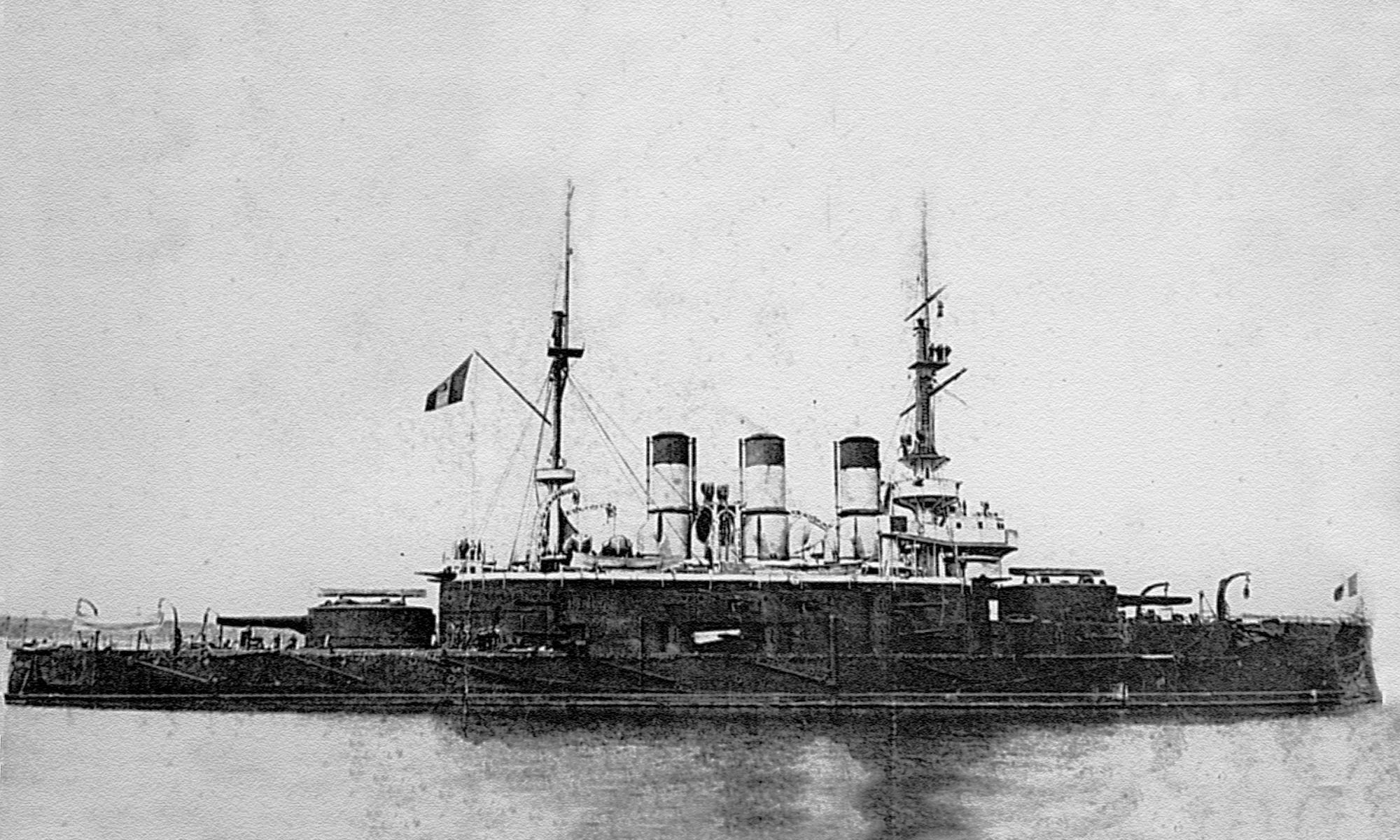
ルーマニアの国旗を掲揚するポチョムキン（コンスタンツァ、1905年）
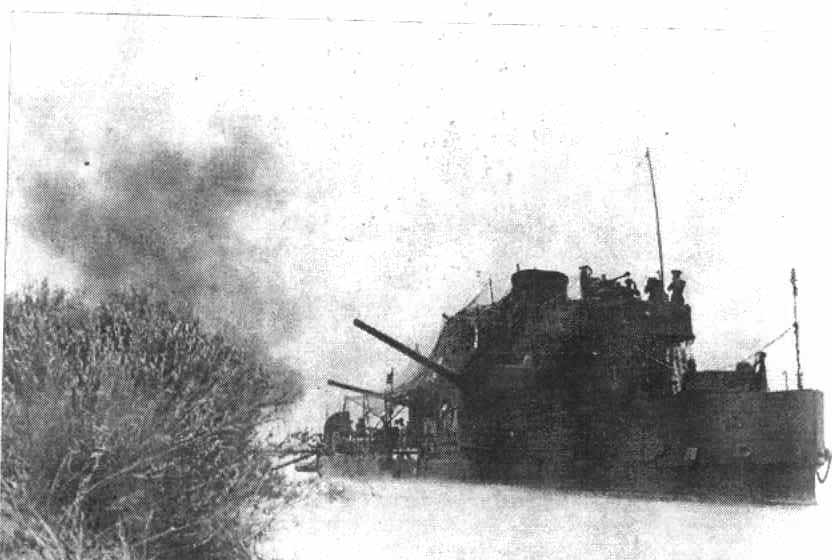
ミハイル・コガルニセアヌ

### 水上戦闘艦

#### 巡洋艦
沿岸警備隊巡洋艦
- ビストリツァ級 - 1882年, 3隻
  - ビストリツァ（Bistriţa）、オルトゥル（Oltul）、シレトゥル（Siretul）
- グリヴィツァ（Griviţa） - 1880年、1門
- フルヂェルル（Fulgerul） - 1873年、1門

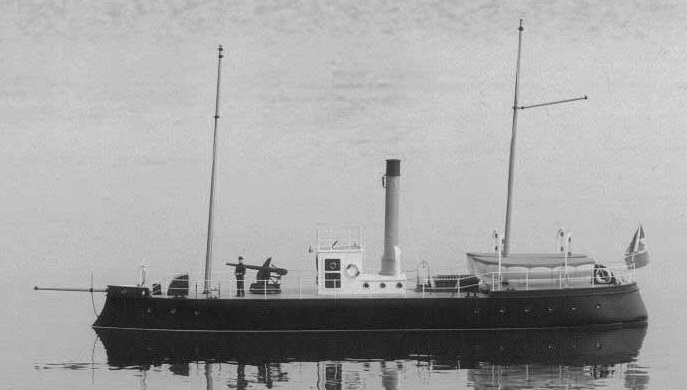
フルヂェルル
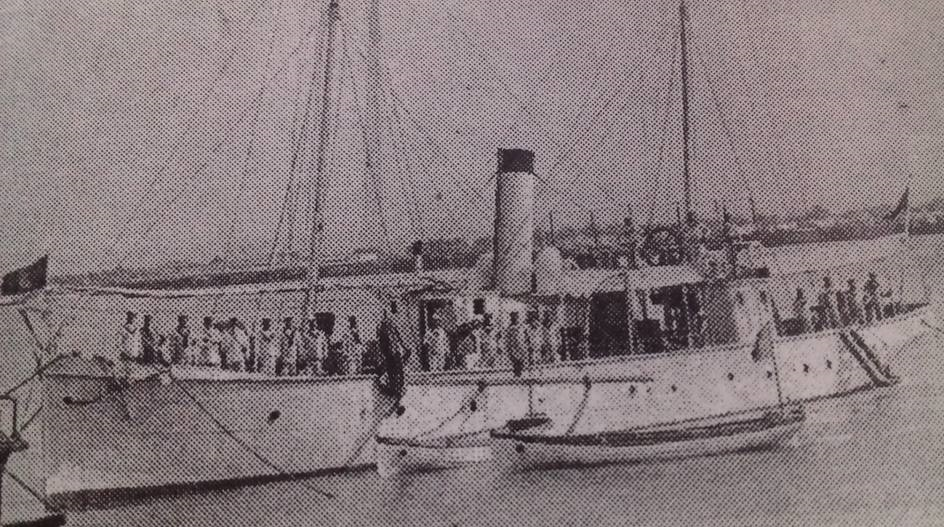
グリヴィツァ
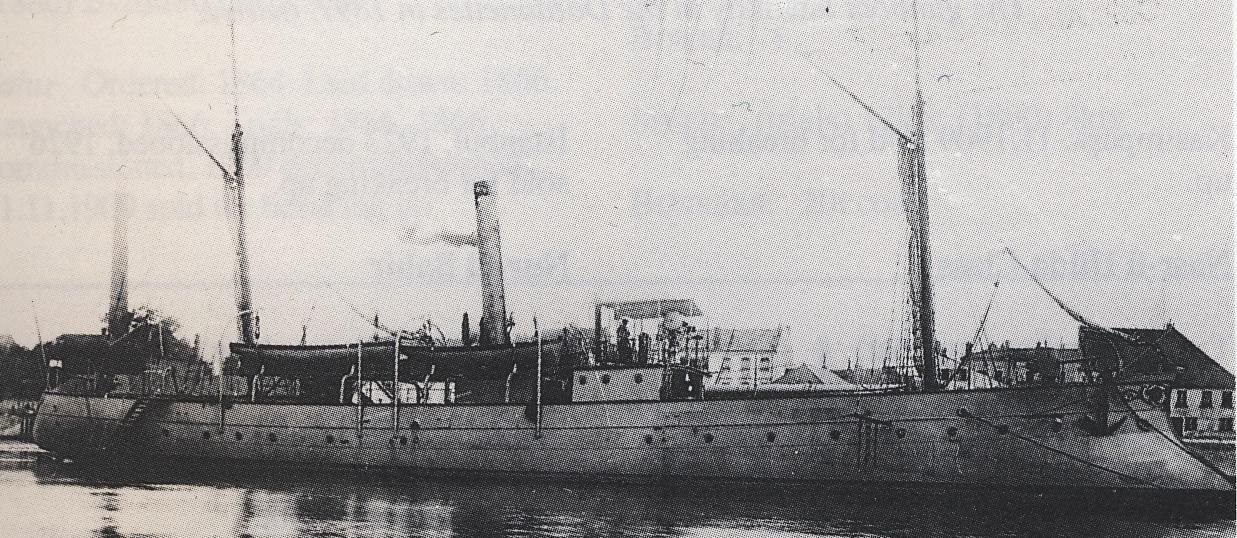
ビストリツァ級

防護巡洋艦
- エリサベタ（Elisabeta、イギリスで建造し、ガラツィ造船所にて艤装） - 1隻

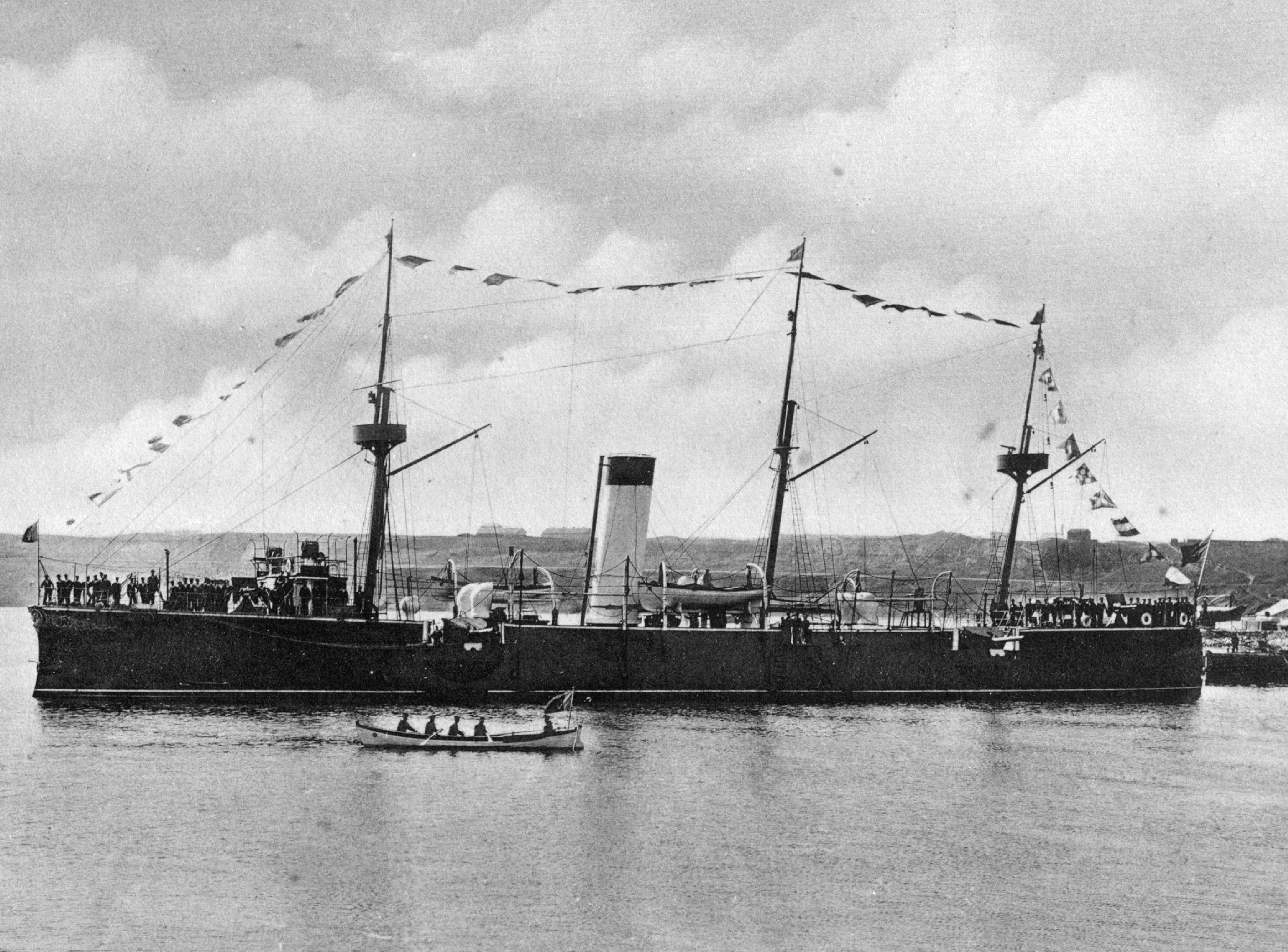
防護巡洋艦「エリサベタ」

#### 駆逐艦
駆逐艦 (第一次世界大戦)
- マラシュティ級 - 4隻（全て建造中にイタリアが接収）[3]
  - ヴィフォル（Vifor）[4]、ヴィジェリア（Vijelia）[5]、ヴルテジュ（Vârtej）[6]、ヴィスコル（Viscol）[7]。
- ナルカ級 - 2隻 (1888年, ル・アーヴル): 578トン, 魚雷発射管 (2門), 21ノット[8]
  - ナルカ, スボルル

駆逐艦 (第二次世界大戦)
- マラシュティ級 - 2隻
  - マラシュティ（Mărăşti）[9]、マラシェシュティ（Mărăşeşti）[10]

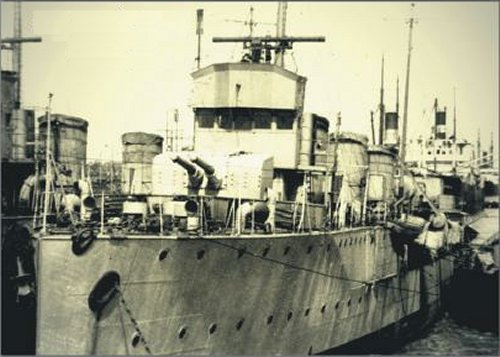
マラシュティ
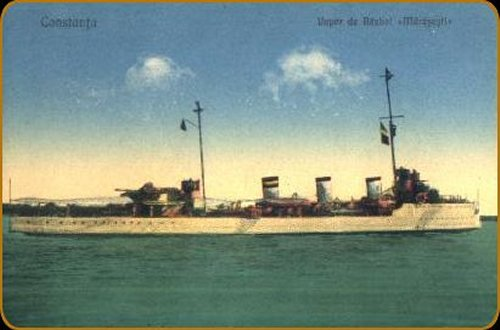
マラシェシュティ

- レジェーレ・フェルディナンド級 - 2隻
  - レジェーレ・フェルディナンド（Regele Ferdinand）、レジーナ・マリーア（Regină Maria）

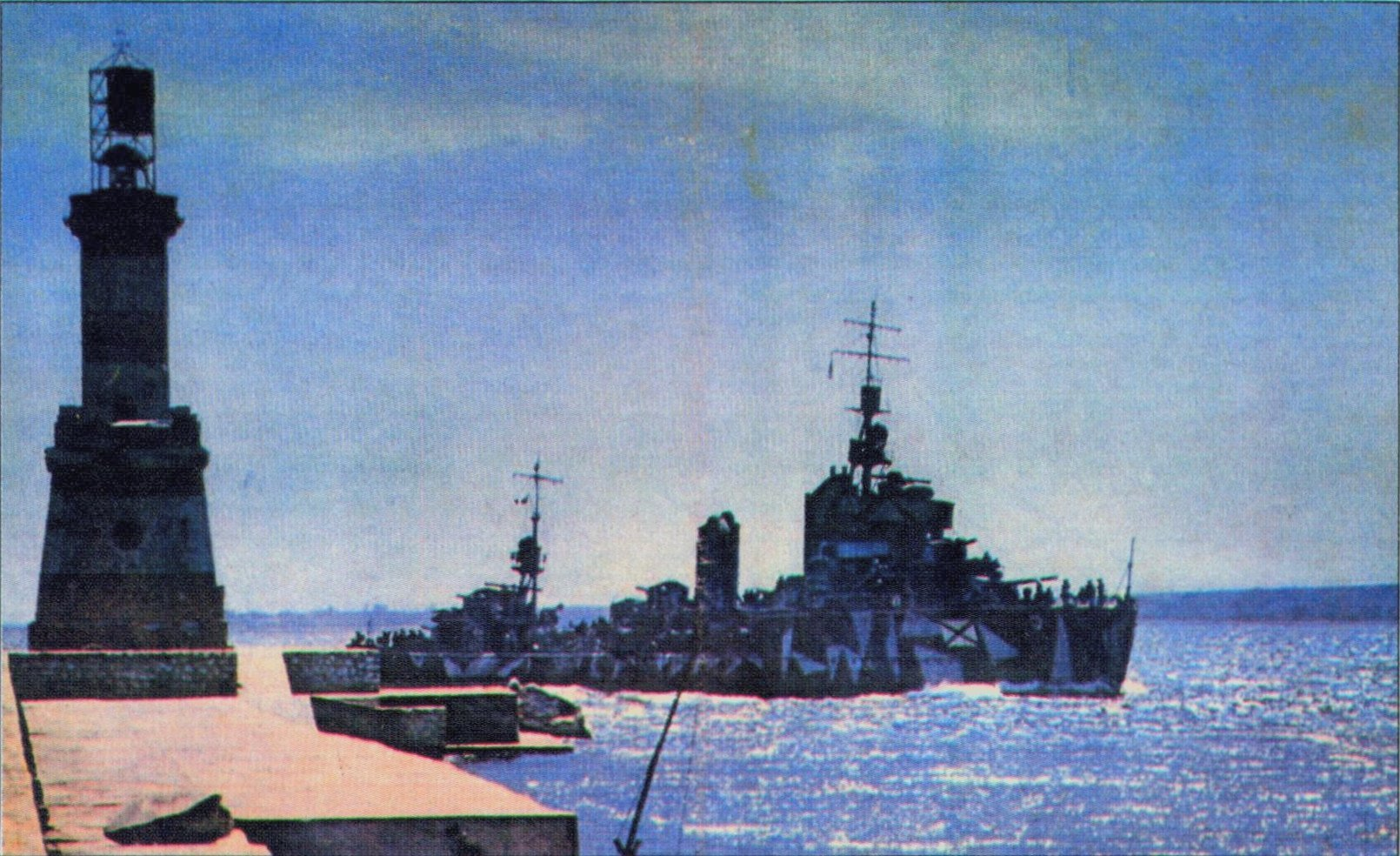
レジェーレ・フェルディナンド

#### フリゲート
- F-111 マラシェシュティ（F-111 Mărăşeşti）
- レヂェーレ・フェルディナンド級フリゲート
  - F-221 レヂェーレ・フェルディナンド（F-221 Regele Ferdinand）
  - F-222 レヂーナ・マリーア（F-222 Regină Maria）
- アミラル・ムルヂェスク級 (海防艦)[11][12]
  - アミラル・ムルヂェスク（Amiral Murgescu)
  - としてチェタテ・アルバ（Cetatea Albă)

#### コルベット
- アミラル・ペトレ・バルブニェヌ級コルベット
  - 260 アミラル・ペトレ・バルブニェヌ（260 Amiral Petre Bărbuneanu）
  - 263 ヴィチェアミラル・イェウゲン・ロシュツァ（263 ViceAmiral Eugen Roşca）
- コントラアミラル・イェウスタツィウ・セバスティアン級コルベット
  - 264 コントラアミラル・イェウスタツィウ・セバスティアン（264 Contraamiral Eustaţiu Sebastian）
  - 265 コントラアミラル・ホリア・マチェラル（265 Contraamiral Horia Măcelaru）

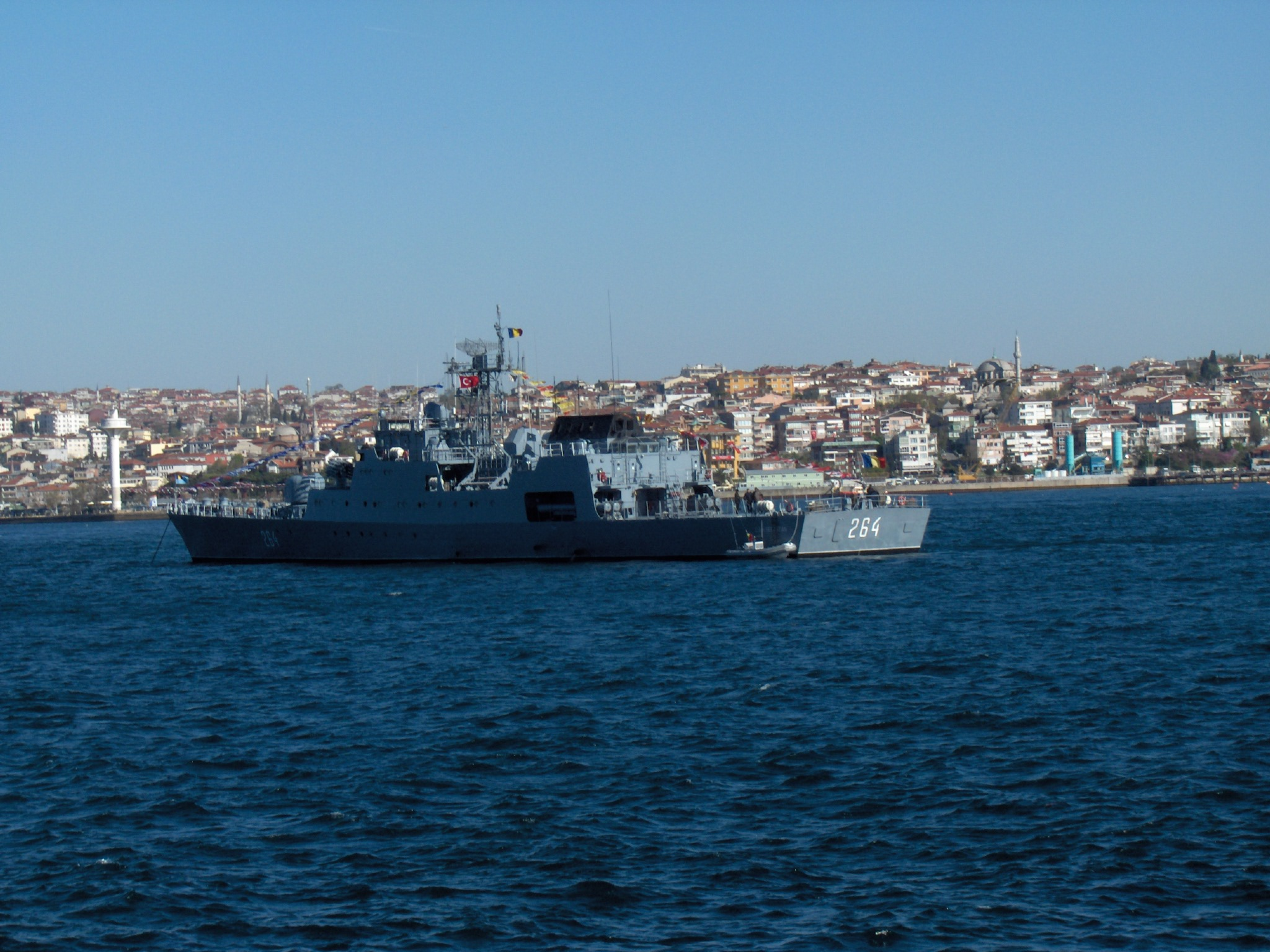
コルベット「コントラアミラル・イェウスタツィウ・セバスティヤン（264）」
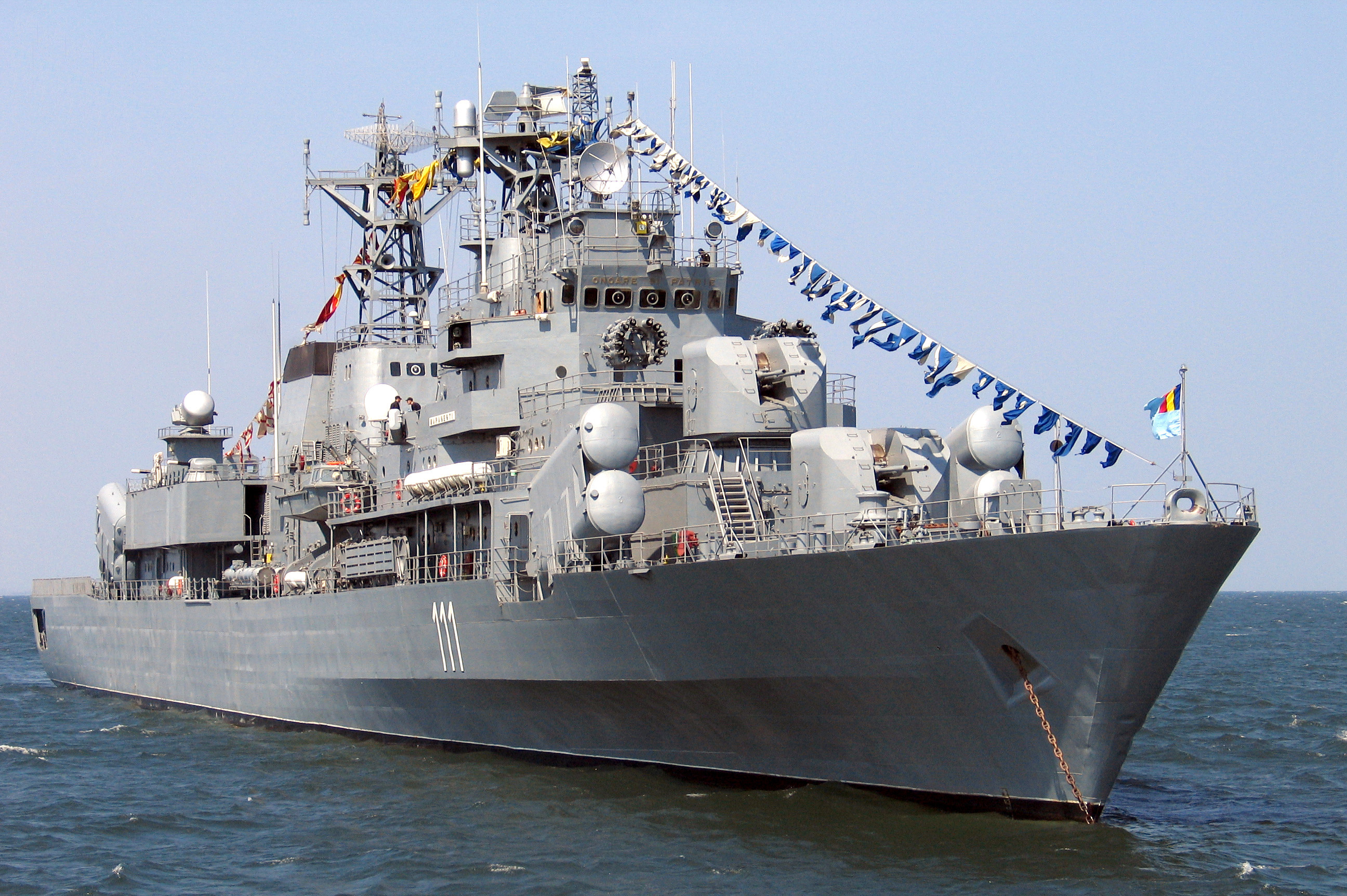
フリゲート「マラシェシュティ（F-111）」
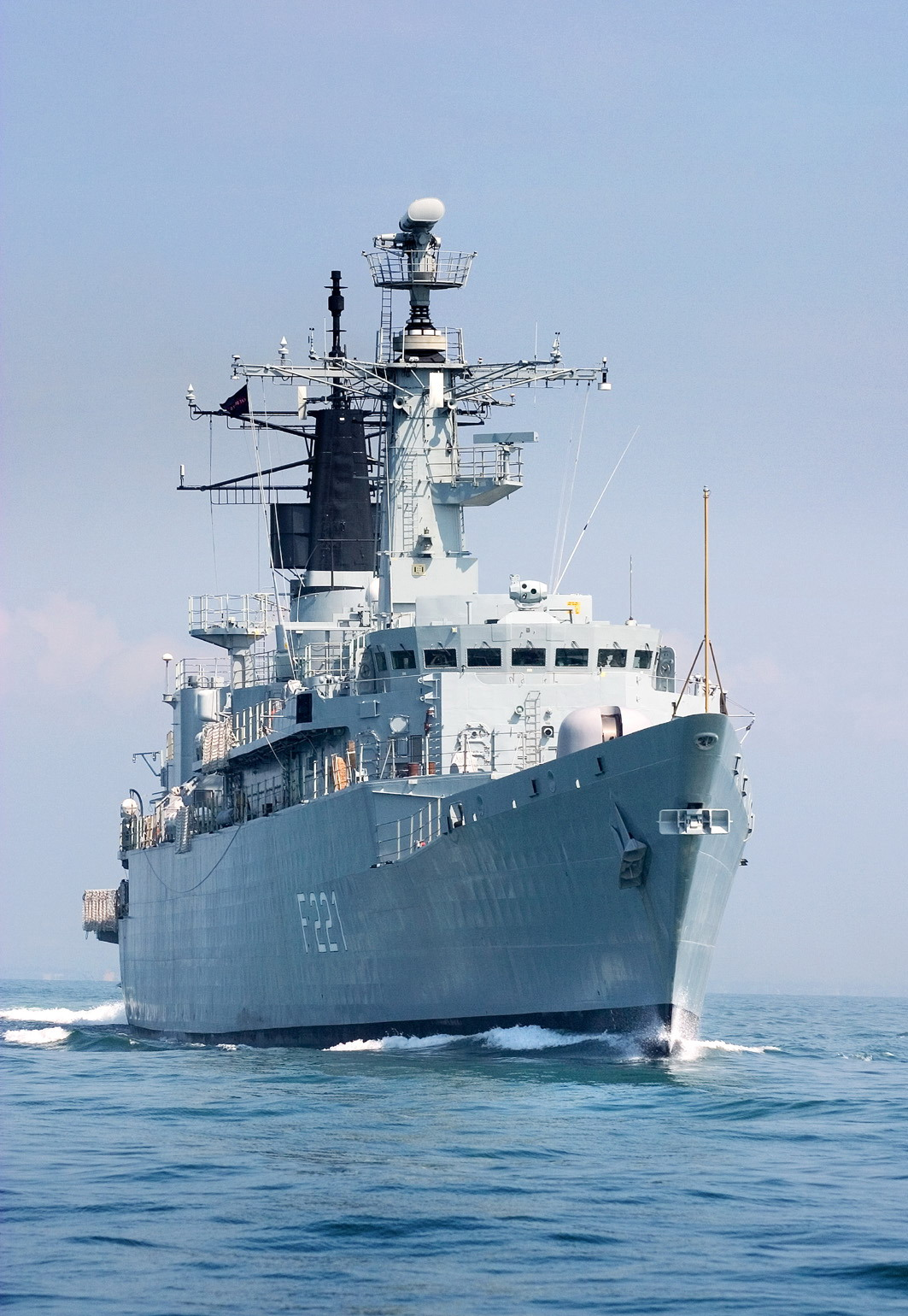
フリゲート「レヂェーレ・フェルディナンド（F-221）」
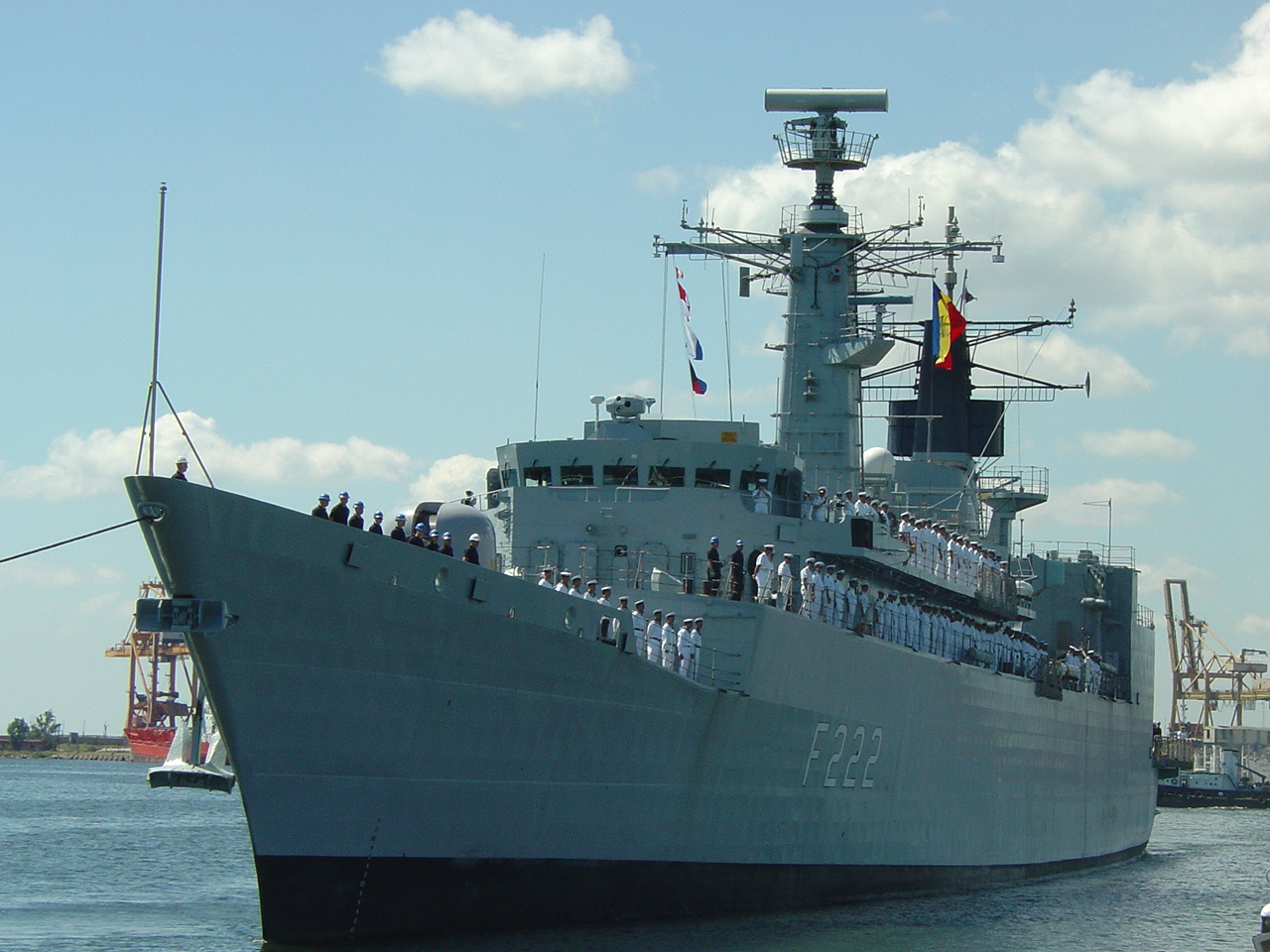
フリゲート「レヂーナ・マリーア（F-222）」
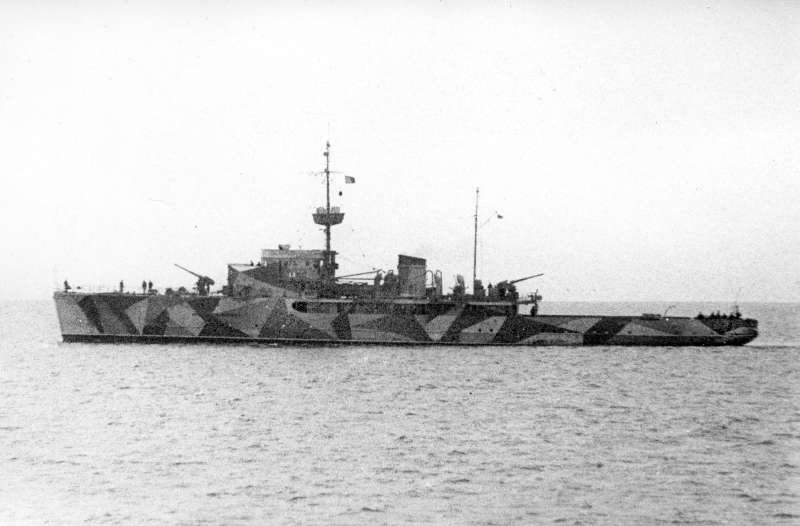
「アミラル・ムルヂェスク 」

### 潜水艦
第二次世界大戦までの潜水艦
- 仏『O'Byrne』級 - 0隻（3隻調達中止）
- デルフィヌル（Delfinul）
- ルカヌル (Rechinul)
- マルスィヌル （Marsuinul）
- CB級 (特殊潜航艇) - 5隻[11]

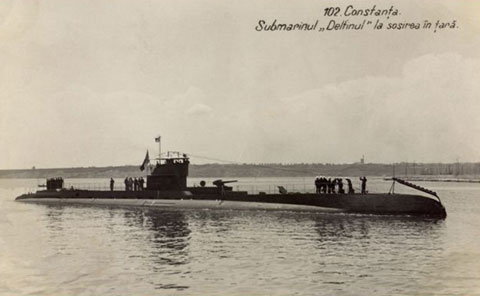
デルフィヌル
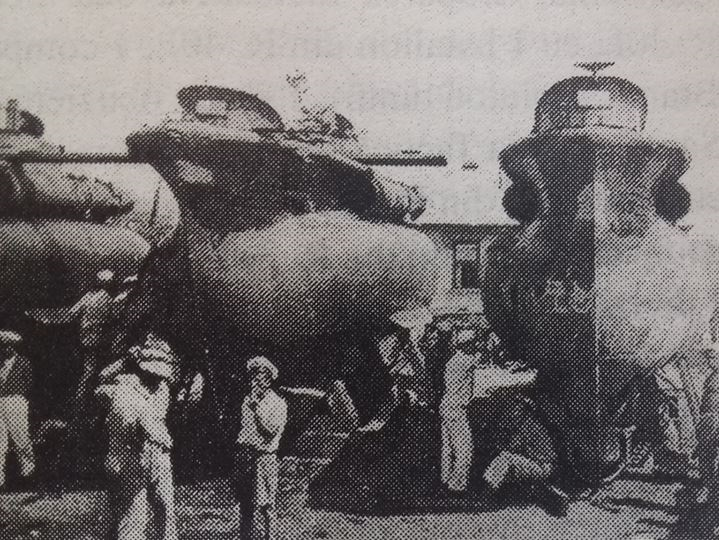
ルーマニア海軍 CB級

### 機雷戦艦艇

#### 敷設艦艇
機雷敷設艦
- アレクサンドル・チェル・ブン（Alexandru cel Bun）
- アウロラ (Aurora）（1937年、237トン (13mm連装砲1基, 40機雷)、20ノット）[13]

#### 掃海艦艇
機雷掃討艇
- 旧・英『サンダウン』級 - 2隻[14]

（Sublocotenent Ion Ghiculescu）※旧・『Blyth』
（Căpitan Constantin Dumitrescu）※旧・『Pembroke』

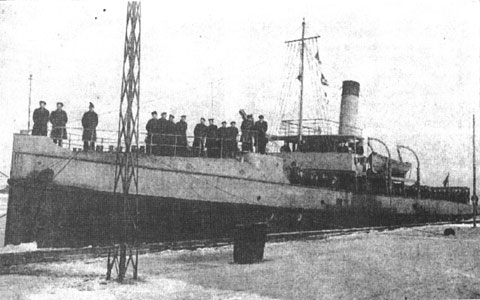
アウロラ

### 哨戒艦艇

#### 哨戒・警備艦艇
砲艦
- 元フランスディリジャント級通報艦 - 4隻 ※ 対潜砲艦
  - Locotenant Lepri Remus[15]、Locotenant-Comandor Stihi Eugen[16]、Capitan Dumitrescu C[17]、スブロコテネント・ギクレスク（Sublocotenant Ghigulescu）[18]
- ミハイル・コガルニセアヌ級河川砲艦 - 3隻[19]
- ブルタール級河川砲艦 - 6隻[20]

哨戒艇
- 各型 - 5隻
  - Argesul、Frotugul、Trotus、Telerman、Vedea

水雷艇
- ヴィフォルル級 - 4隻
  - ヴィフォルル（Viforul）[21]、Vartejul[22]、Vijelia[23]、スボルル（Sborul）[24]
- ナルカ級 - 3隻
  - ナルカ（Năluca）[25]、スメウル（Smeul）[26]、Fulgerul[27]
- Major G. Sontzu級 - 8隻
  - Capt. Nicolae Lascar Bogdan、Capt. Romano Mihail、Capt. Valter Maracineau、Lieut. Demetre Calinescu、Major Constantine Ene、Major Demetre Giurescu、Nicolae Ivan、Major Giurge Sontzu
- ルンドゥニカ（Rândunica） - 1隻

駆潜艇
- 元イタリア『ELCO 44トン』型 - 6隻
  - M-1[28]、2[29]、3[30]、4[31]、5[32]、6[33]、7[34]

### 補助艦艇

#### 支援艦艇
潜水母艦
- コンスタンツァ（Constanţa） - 1隻

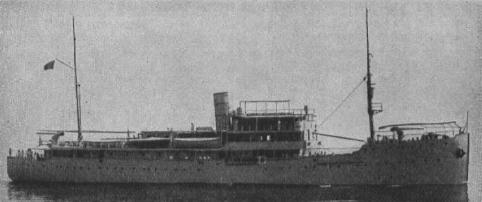
コンスタンツァ

#### 練習艦艇
練習艦
- ステファン・チェル・マレ（Stefan cel Mare）[35] - 1隻

#### その他
病院船
- Princepo Mircea - 1隻

ランチ・艀
- VAS.1級 - 5隻[36]
  - VAS.1、2、3、4、5

## 関連組織所属船艇

### 警察
巡視艇
- Prutul - 1隻
- 各型 - 4隻
  - Ileana、Porumbitsa、Silistria、Soimulet

監視取締艇・警備艇
- グラニチェル級 - 5隻
  - グラニチェル（Grănicerul）、Pandurul、ポテラシュル（Poteraşul）、センティネラ（Sentinela、Veghetorul

ランチ
- Major Caracas Petre級 - 4隻
  - Major Caracas Petre、Capitan Popescu Constantin、Capitan Constantinescu Traian、Capitan Pantulescu Eugeniu
- Gr.D1級 - 8隻
  - Graniceri.D1、2、3、4、5、6、7、8
- Gr.N1級 - 3隻
  - Graniceri.N1、2、3